# San Ignacio de Rivera
San Ignacio de Rivera är en ort i Mexiko.   Den ligger i kommunen Irapuato och delstaten Guanajuato, i den centrala delen av landet, 270 km nordväst om huvudstaden Mexico City. San Ignacio de Rivera ligger 1 711 meter över havet och antalet invånare är 1 012.
Terrängen runt San Ignacio de Rivera är en högslätt. Runt San Ignacio de Rivera är det tätbefolkat, med 369 invånare per kvadratkilometer. Närmaste större samhälle är Irapuato, 17,0 km nordost om San Ignacio de Rivera. Trakten runt San Ignacio de Rivera består till största delen av jordbruksmark.